# Clostridium saccharolyticum
Il Clostridium saccharolyticum è una specie di batterio appartenente alla famiglia delle Clostridiaceae.